# Embut de Büchner
Un embut de Büchner és una peça del material de laboratori utilitzat per a realitzar filtracions. Usualment es produeix en porcellana, per la qual cosa el classifica entre el material de porcellana. Però també es fabriquen en vidre i plàstic, a causa del seu baix cost i menor fragilitat, utilitzats principalment en escoles secundàries.

## Disseny
S'ha atribuït erròniament el seu disseny al Premi Nobel de Química, Eduard Buchner (sense la dièresi), però realment el seu disseny és del químic industrial, Ernst Büchner.

## Estructura i usos
Sobre la part amb forma d'embut hi ha un cilindre separat per una placa de porcellana perforada, amb petits orificis. El material filtrant (usualment paper de filtre) es retalla amb forma circular i es col·loca sobre la placa. El líquid a ser filtrat és bolcat dins del cilindre, i succionat a través de la placa garbellada per una bomba de buit creat amb l'efecte Venturi, mitjançant un Kitasato i un corrent d'aigua. Abans de posar el paper de filtre ha de retallar de manera que tapi els orificis de la porcellana però sense que quedi aixecat per les parets laterals. Per això, el paper s'humiteja amb aigua destil·lada per fixar-lo a la base. L'embut està proveït d'un anell o junta de cautxú, de forma troncocònica, que encaixa perfectament en la boca d'un matràs Erlenmeyer amb tubuladura lateral, anomenat kitasato. Aquest tipus d'embut s'utilitza en les filtracions de suspensions que contenen partícules sòlides grans. Si es realitza amb sòlids petits, en realitzar el buit i en ser succionat, pot passar al Kitasato. Quan el líquid filtrat és important i s'ha de recollir, és convenient posar un parany entre l'Erlenmeyer que rep el filtratge i la trompa d'aigua o trompa de succió, perquè hi ha el perill que l'aigua retorni i contamini el filtrat.